# هفت ساران
هفت‌ ساران هي قرية في مقاطعة أرومية، إيران. يقدر عدد سكانها بـ 430 نسمة بحسب إحصاء 2016.